# Йольделунд
Йольделунд (нем. Joldelund) — община в Германии, в земле Шлезвиг-Гольштейн. 
Входит в состав района Северная Фризия. Подчиняется управлению Митлерес-Нордфрисланд.  Население составляет 727 человек (на 31 декабря 2010 года). Занимает площадь 19,12 км².
Официальным языком в населённом пункте, помимо немецкого, является севернофризский.